# Musée de la ville de Bruxelles
Le musée de la ville de Bruxelles (en néerlandais : Museum van de Stad Brussel) est un musée consacré au patrimoine et à l'histoire de la ville de Bruxelles et à son développement urbanistique des origines à nos jours, qu’il présente au travers de peintures, sculptures, tapisseries, gravures, photos et maquettes, dont une maquette de la ville au Moyen Âge.
Imaginé dès 1860 et inauguré en 1887, il est situé sur la Grand-Place en face de l’Hôtel de ville dans le bâtiment dit Maison du Roi, ou Broodhuis en néerlandais (maison du pain), reconstruit par Victor Jamaer d'après Louis van Bodeghem.

## Collections
Les collections très diversifiées du musée (maquettes, objets divers comme drapeaux, rampes d’escalier, objets en ferronnerie, sculptures, peintures, retables, tapisseries, faïence, porcelaines, plans de la ville, collections archéologiques) retracent l’évolution sociale, économique, intellectuelle, artistique et urbanistique de la Ville et la vie de ses habitants. Une salle présentait la garde-robe de Manneken-Pis, environ mille costumes de toutes origines exposés en alternance, jusqu'en février 2017, date à laquelle un musée spécialement conçu, appelé Garderobe MannekenPis, a ouvert ses portes à proximité, au 19 rue du Chêne.

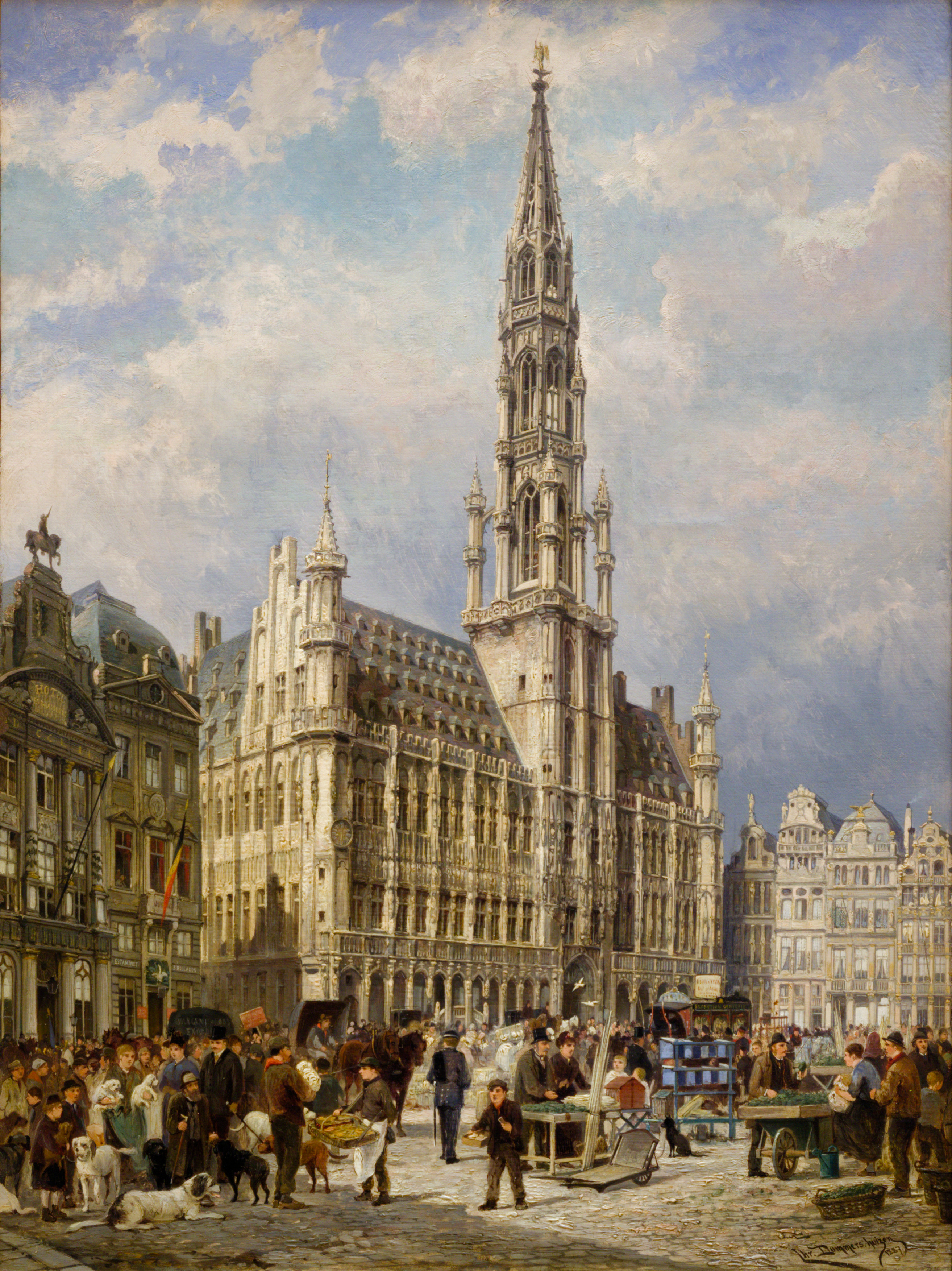
L'Hôtel de Ville de Bruxelles et le marché du dimanche, 1887, par Christiaan Dommershuijzen
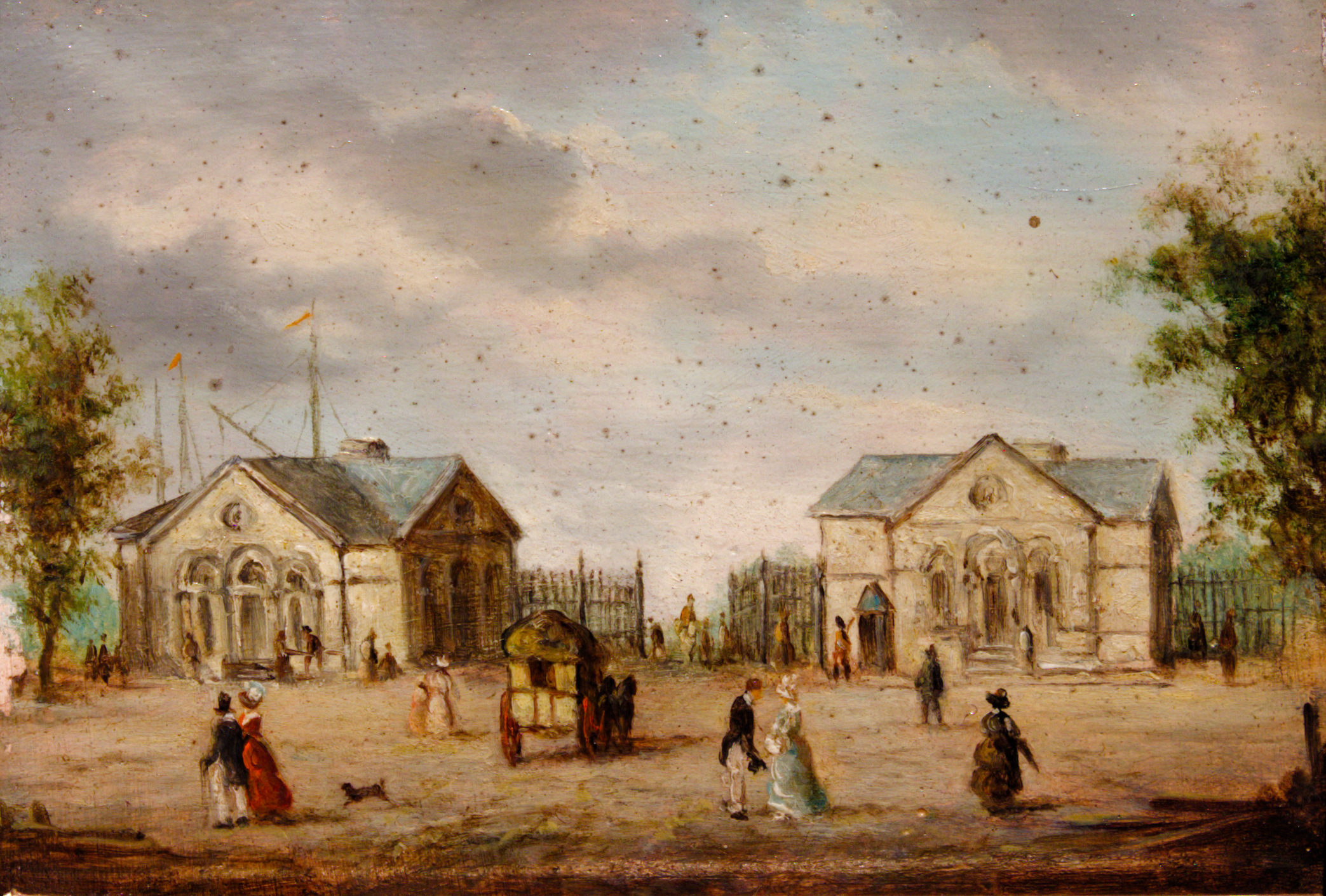
Le jardin Botanique, 1828, par Paul Vitzthumb
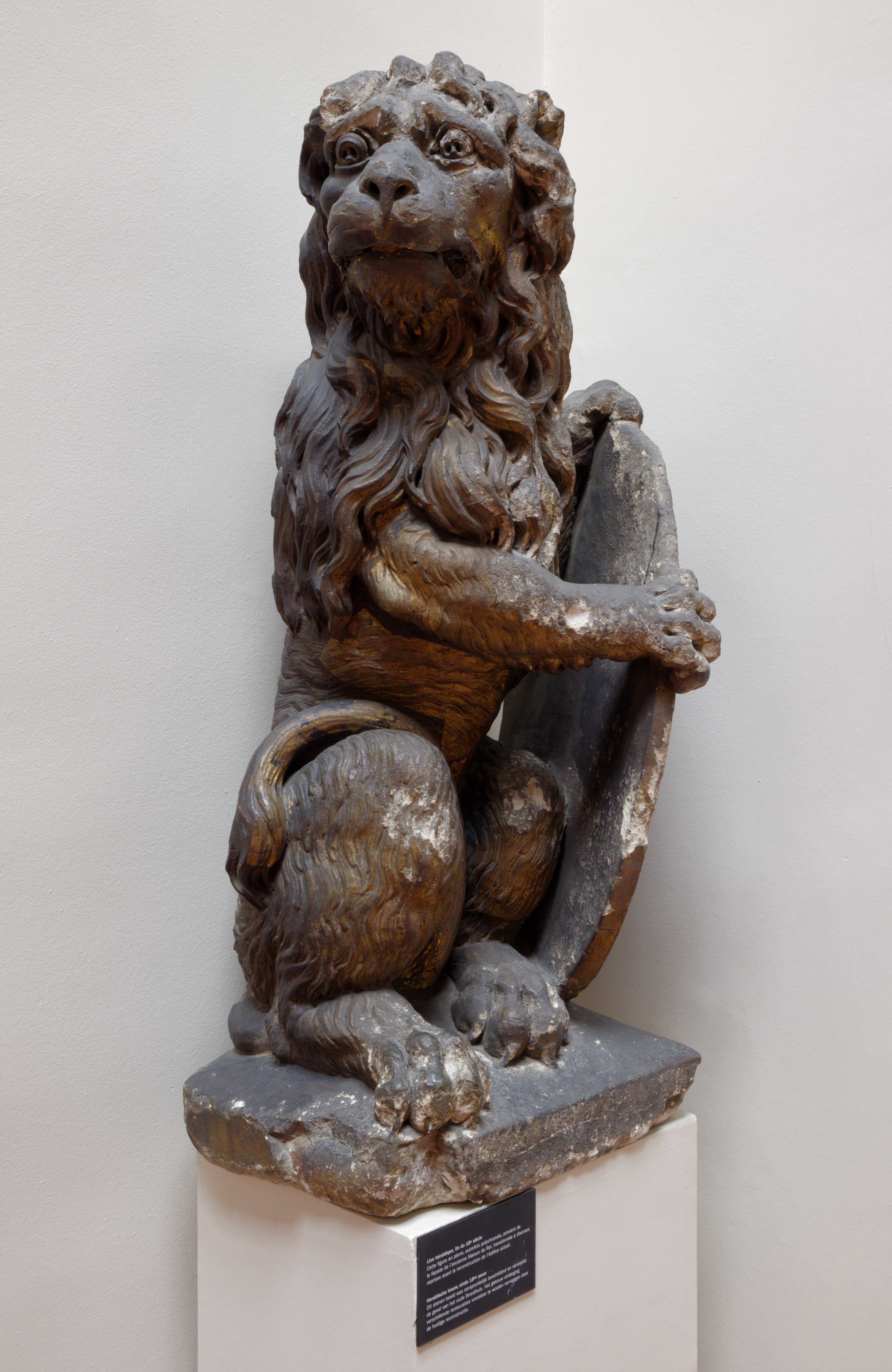
Lion héraldique
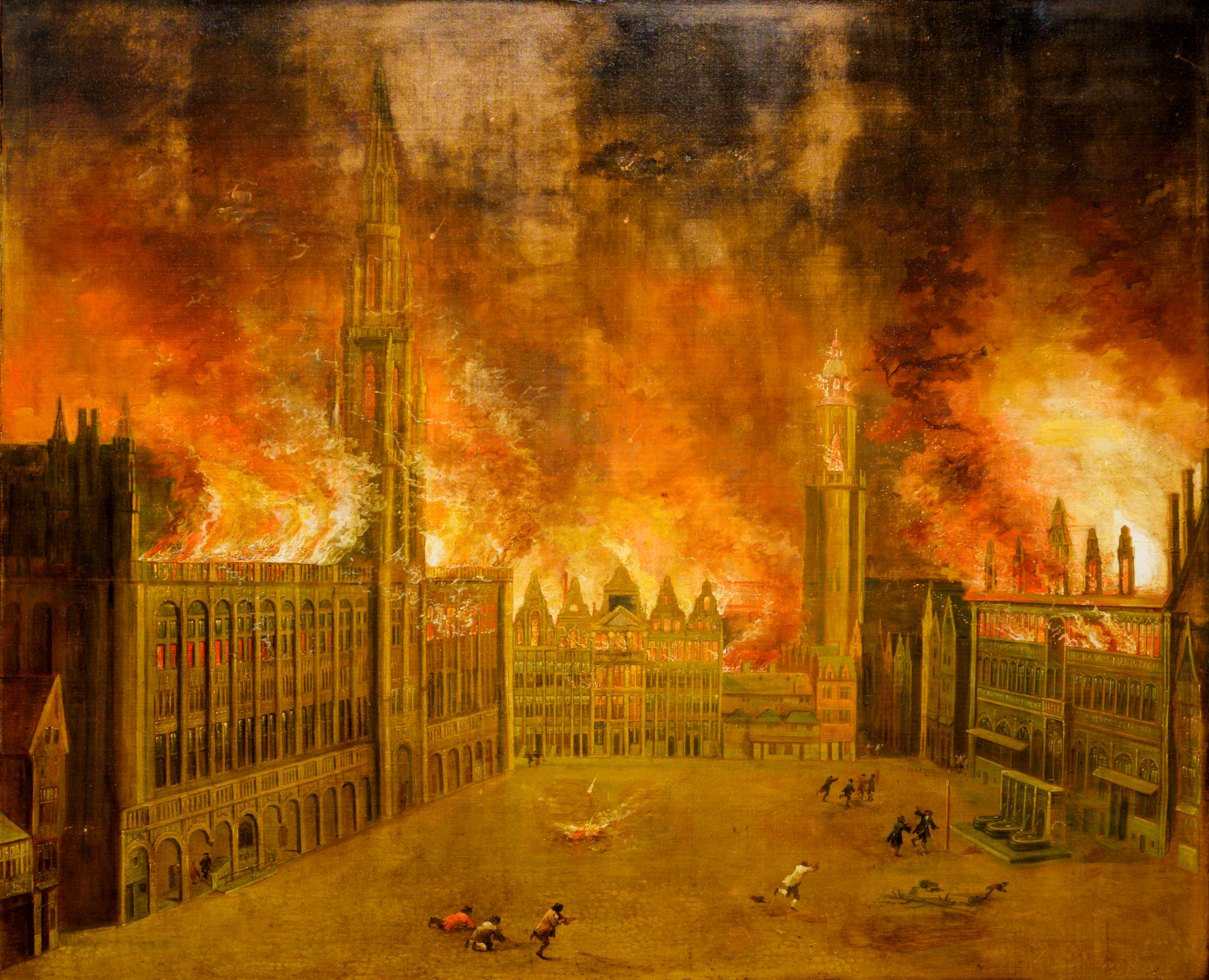
Le Bombardement - Anonyme (1695)

## Gratuité
Contrairement aux directives européennes, il y a une discrimination entre les visiteurs, le musée est gratuit pour les habitants de la ville de Bruxelles.[réf. nécessaire]